# The Fucking Champs
A The Fucking Champs egy amerikai rockegyüttes. Jelenleg három taggal rendelkeznek. A legtöbb daluk instrumentális.

## Története
A The Nation of Ulysses nevű punk zenekar gitárosa, Tim Green San Franciscóba költözött, és Tim Soete dobossal, illetve Josh Smith gitárossal együtt saját zenekart alapított, "The Champs" néven. Mivelhogy az 1950-es években már létezett egy ugyanilyen nevű rock'n'roll együttes, ezért a nevük "The Fucking Champs" lett. Zenéjük során csak ritkán szerepel ének. Tagjai több egyéb zenekarban is játszanak. Lemezeiket a Drag City kiadó jelenteti meg.
Phil Manley gitáros a Trans Am zenekar tagja is, a két együttes már kollaborált egymással, "TransChamps" illetve "The Fucking Am" neveken is.

## Tagok
- Tim Green - gitár
- Phil Manley - gitár
- Tim Soete - dob

## Korábbi tagok
- Jackie Perez Gratz - cselló
- Joshua M. Smith - gitár
- Adam Cantwell - gitár
- Alex Wharton

## Diszkográfia
Stúdióalbumok
- Second 7" (EP, 1995)
- Some Swords (EP, 1995)
- III (album, 1997)
- IV (album, 2000)
- V (album, 2002)
- VI (album, 2007)

Egyéb kiadványok
- Music for Films About Rock (demó, 1994)
- Triumph of the Air Elements (demó, 1994)
- The Drug Album (split lemez, 1997)
- The Tight Bros. From Way Back When / The Fucking Champs (split lemez, 1999)
- Double Exposure (válogatáslemez, 2001)
- Greatest Hits (válogatáslemez, 2003)
- Gold (kollaborációs lemez, 2004)